# Gereformeerde Kerk

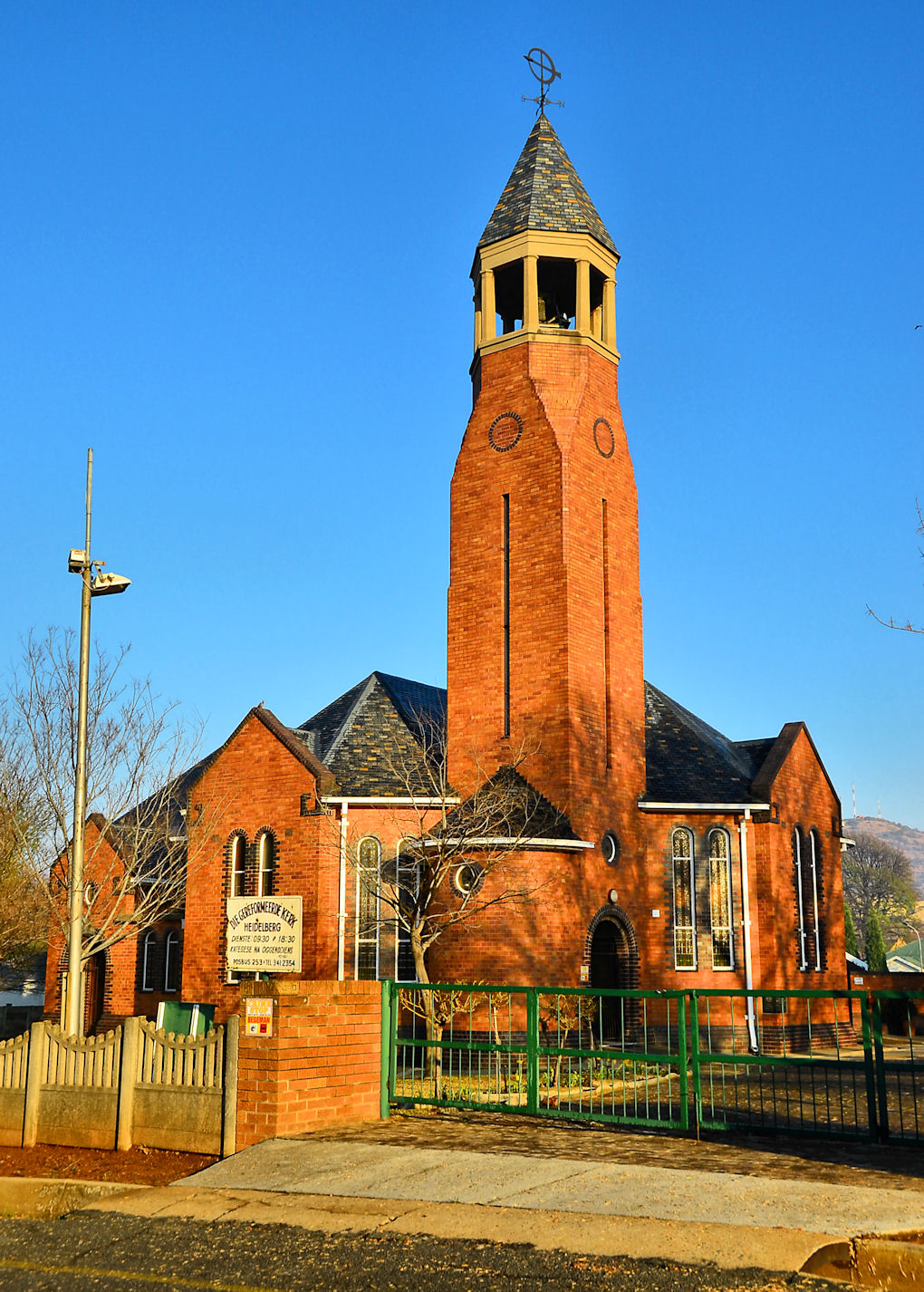
Świątynia Gereformeerde Kerk w Heidelberg Gauteng

Gereformeerde Kerk (w afrikaans: Kościół reformowany) – kalwiński związek wyznaniowy w Połudiątyniniowej Afryce utworzony w 1859 roku w Rustenburgu. Wyznawców tego kościoła określa się niekiedy mianem Doppers.

## Historia
W początkach XIX stulecia nowy zestaw hymnów kościelnych został wprowadzony przez Holenderski Kościół Reformowany w Holandii, a wkrótce potem przez władze tegoż kościoła w Kolonii Przylądkowej. Wiele z nowych hymnów zaprzeczało dotychczasowemu nauczaniu kościoła bazującego na Trzech formach jedności zaakceptowanych przez Synod w Dort w latach 1618-1619 (tj: Katechizm Heidelberski, Konfesja belgijska oraz Kanony z Dort). Niektórzy członkowie kościoła nie chcieli zaakceptować owych nowinek. Kiedy odmówili śpiewania nowych hymnów zostali zagrożeni ekskomuniką. Ich przesłanie zawierało się we frazie: In Gods huis Gods lied (W domu Boga - pieśni Boga).   
Założyciele nowego kościoła w większości pochodzili z okolic Rustenburga. W 1859 roku 15 braci w wierze zadecydowało, by oddzielić się od macierzystego Holenderskiego Kościoła Reformowanego. Owych 15 braci - wśród nich późniejszy prezydent Transvaalu Paul Kruger spotkało się 10 lutego 1859 roku pod wielkim drzewem serinboom w Rustenburgu. Na tym spotkaniu (łącznie 300 mężczyzn) powołano nowy kościół - Gereformeerde Kerke. Pierwszym ministrem kościoła został przybyły z Holandii minister Holenderskiego Kościoła Reformowanego Dirk Postma, który pozostał w Południowej Afryce.
Wyznawcy Gereformeerde Kerke utworzyli specjalne seminarium dla studiów teologicznych, jak również studium kaznodziejskie w Burgersdorp we Wschodnim Przylądku. W początkach XX wieku studium zostało przeniesione do Potchefstroom, gdzie weszło w skład Potchefstroom University College for Higher Christian Education, obecnie North West University. Na jednym z wydziałów uniwersytetu istnieje katedra, która kształci ministrów Kościoła.

## Teraźniejszość
Oficjalna nazwa kościoła brzmi Die Gereformeerde Kerke in Suid-Afrika (GKSA). Kościół znany jest również pod nazwą angielską jako Reformed Churches in South Africa (RCSA). Kościół składa się z 415 kongregacji zarządzanych przez ministrów (pastorów). Kongregacje kościoła grupują 11 grup językowych w Południowej Afryce. Wspólnoty Kościoła istnieją również w Zimbabwe, Namibii i Lesotho. Synod Generalny zbiera się co trzy lata w Potchefstroom. Kościół utrzymuje więzi ekumeniczne z innymi kościołami na świecie.

## Śpiewnik Gereformeerde Kerke
Gereformeerde Kerke używa wyłącznie hymnów z Biblii; psalmów oraz Skrifberymings (hymny oparte na fragmentach Biblii). Prócz psalmów i Skrifberymings hymny zawierają Trzy formy jedności, które tworzą: Konfesja belgijska, Katechizm Heidelberski oraz Kanony z Dort. W skład śpiewnika wchodzą również liturgiczne formy wzięte z ceremonii chrztu niemowląt, publicznego wyznania wiary, komunii świętej, konfirmacji starszych kościoła i diakonów oraz ceremonii małżeństwa.